# Liberate Emanuela
Liberate Emanuela è un film del 1984 diretto da Gianni Crea.

## Trama
Il film è incentrato sulla storia della sparizione di Emanuela Orlandi, avvenuta a Roma il 22 giugno 1983.

## Produzione
Il film fu girato in Turchia e a Roma.

### Vicende della distribuzione
Il film ebbe una prima versione, dal titolo Gizli Kuvvet, girato in Turchia dal regista Kunt Tulgar, di cui sarebbero stati produttori due trafficanti legati a un imputato chiave nel processo sulla pista bulgara per l'attentato a Wojtyla di due anni prima. La parte girata in Turchia confluì in parte nella produzione italiana. 
Il film venne proiettato nel 1984 la prima volta durante la manifestazione Anteprima per il Cinema Indipendente Italiano oggi Bellaria Film Festival, forse neanche completo e allo stadio di pre-montaggio ed una ebbe una proiezione riservata a Cinecittà. La pellicola fu sequestrata immediatamente ed in seguito, il 4 maggio 1984, avvenne il furto negli uffici della Gaumont di una copia e la successiva distruzione dell'unico master disponibile.